# Dieselfahrverbot
Als Dieselfahrverbot werden Fahrverbote für Fahrzeuge mit Diesel- oder Ottomotor bezeichnet, deren Motoren einer bestimmten Schadstoffgruppe (meist die Euro-Normen I–V/1-5 für Fahrzeuge mit Dieselmotor und die Euro-Normen 1–2 für Fahrzeuge mit Ottomotor) zugeordnet werden. Ziel der Dieselfahrverbote ist es, den von der Europäischen Union festgelegten und umstrittenen Stickoxid-Immissionsgrenzwert von 40 Mikrogramm pro Kubikmeter Außenluft sicherzustellen.

## Übersicht nach Kommunen (Auswahl)

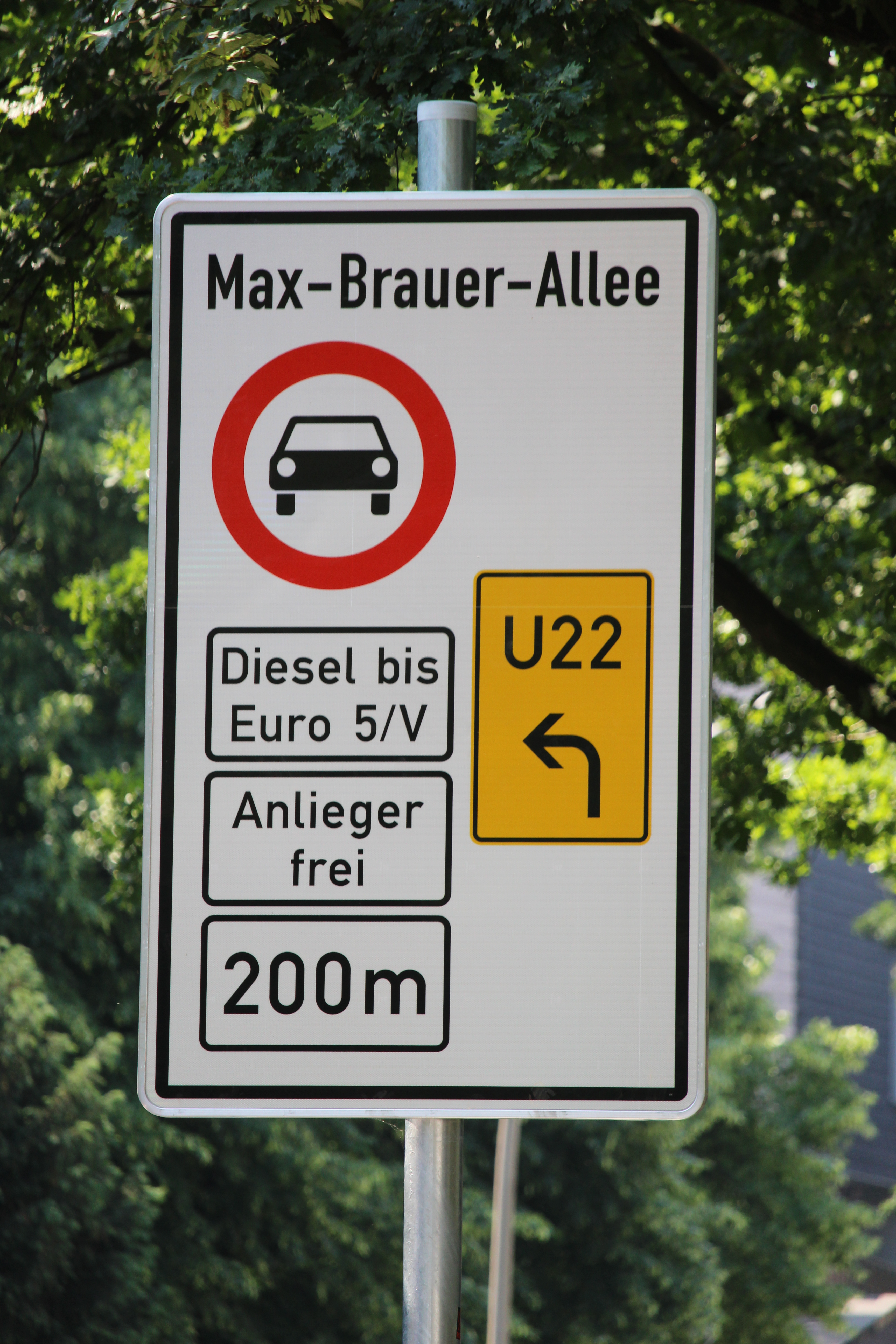
Verbotsschild in der Max-Brauer-Allee in Hamburg-Altona

### Deutschland
Mit dem sogenannten Diesel-Urteil erklärte der 7. Revisionssenat des deutschen Bundesverwaltungsgerichts (BVerwG) am 27. Februar 2018 das Verkehrsverbot sowohl für Diesel-Kraftfahrzeuge unterhalb der Norm Euro 6 als auch für Fahrzeuge mit Ottomotor unterhalb der Norm Euro 3 für zulässig. Im Laufe der Jahre 2018 und 2019 wurden in einigen deutschen Städten Fahrverbote erlassen oder in der Kommunalpolitik sowie durch Gerichte debattiert.

#### Baden-Württemberg
- Nach Beschluss der Landesregierung von Baden-Württemberg dürfen in Stuttgart Dieselfahrzeuge, welche nicht mindestens die Euro-5-Norm erfüllen, seit 1. Januar 2019 nicht mehr in das Stadtgebiet einfahren (nur Auswärtige, seit 1. April auch Stuttgarter). Hier wurde das Dieselfahrverbot, im Unterschied zu Berlin und Hamburg, an die „Umweltzone“ angepasst, welche bereits vor Einführung der Dieselfahrverbote in zahlreichen deutschen Städten existierte.[4] Seit Anfang des Jahres 2019 fanden regelmäßig Demonstrationen (vgl. Gelbwestenbewegung) gegen das Dieselfahrverbot statt.[5] Per 2020 wird das Dieselfahrverbot auf die Euro-5-Norm ausgeweitet.[6]
- In Ludwigsburg wird der Fall weiter ans Bundesverwaltungsgericht gezogen.[7]

#### Bayern
- In München gilt ab dem 1. Februar 2023 für alle Diesel-Fahrzeuge mit der Schadstoffklasse Euro 4 oder niedriger ein Fahrverbot auf und innerhalb des Mittleren Rings aufgrund der zu hohen Stickstoffdioxidwerte vor allem im Bereich der Landshuter Allee und einiger Klagen gegen die Landeshauptstadt. Es gelten aber noch Ausnahmeregelungen für Anwohner mit Wohnsitz innerhalb der B2R, den Lieferverkehr, Handwerker oder Arztbesuche. Sollten sich die Werte nicht deutlich verbessern, so soll das Fahrverbot für Dieselfahrer ab Oktober 2023 auf die Schadstoffklasse Euro 5 ausgeweitet werden. Der Automobilclub „Mobil in Deutschland“ droht gegen das Vorgehen der Stadt zu klagen, mit der Begründung, dass dadurch ca. 250.000 Menschen verboten wird, ihr Eigentum zu verwenden und sie somit quasi enteignet werden.[8]
- In Würzburg versucht die Stadt mit verschiedenen Maßnahmen, wie die Förderung des ÖPNV oder mit dem Ausbau der Radverkehrsanlage, die Dieselfahrverbote zu verhindern.[9] Die Deutsche Umwelthilfe (DUH) plant hingegen, die Stadt noch im Januar (2019) zu verklagen.[10]

#### Berlin
- In Berlin musste die Senatsverwaltung nach einer Entscheidung des Verwaltungsgerichtes vom 9. Oktober 2018[11] auf acht Straßen des Stadtgebietes Fahrverbote für Dieselfahrzeuge erlassen, welche nicht die Euro-Norm 6 erfüllen, darunter auf besonders stark belasteten Abschnitten der Leipziger Straße und der Friedrichstraße.[12] Geklagt hatte die DUH.[13] Zudem war vom Senat eine zweite Fortschreibung des Luftreinhalteplans zu erstellen. Diese wurde am 23. Juli 2019 verabschiedet und umfasst, neben Fahrverboten, die Anordnung von Tempo 30 km/h auf weiteren 33 stark befahrenen Strecken. Eine Ausweitung von Fahrverboten auf 120 Straßenabschnitte muss vom Land Berlin geprüft werden. Die Fahrverbote sind seit Ende November 2019 in Kraft.[14][15][16] Ausgenommen sind Anlieger, Handwerker, Taxis, Liefer- und Pflegedienste. Zusätzlich gilt auf den betroffenen Straßenabschnitten eine Geschwindigkeitsbeschränkung auf 30 km/h.[17] Das Verwaltungsgericht hatte zugleich entschieden, dass eine Ausweitung der abschnittsweisen Fahrverbote auf die gesamte „Umweltzone“, die den Großteil der Innenstadt umfasst, nicht zwingend erforderlich sei, da dort die Grenzwerte in vielen Teilen eingehalten werden.
- Eineinhalb Jahre nach Einführung von Durchfahrverboten für ältere Dieselfahrzeuge wurden im Mai 2021 die ersten vier der insgesamt acht lokalen Verbote wieder aufgehoben. Nach Auskunft der Senatsverwaltung für Umwelt und Verkehr ist die Belastung mit Stickstoffdioxid an den fraglichen Straßenabschnitten auf unter 30 Mikrogramm pro Kubikmeter Luft gesunken. Es sei sicher, dass der Grenzwert von 40 Mikrogramm auch ohne Beschränkungen eingehalten werde.[18]
- Im August 2022 folgte die Aufhebung für die restlichen vier Fahrverbotsstrecken. Weiterhin gilt für alle diese Strecken Tempo 30, um die Grenzwerte einzuhalten.[19]

#### Hamburg
- In Hamburg wurden 2018 auf der Max-Brauer-Allee sowie der Stresemannstraße Fahrverbote für Dieselfahrzeuge erlassen, welche nicht die Euro-Norm 6 erfüllen. Auf der Max-Brauer-Allee gilt das Verbot sowohl für Pkw als auch für Lkw, auf der Stresemannstraße nur für Lkw.[20] 2018 hatten sich die Stickoxid-Werte noch nicht verbessert, wie der BUND Anfang 2019 bekannt gab. Demnach lag der Wert in der Max-Brauer-Allee unverändert bei 46 Mikrogramm pro Kubikmeter Luft. Nach Angabe der Hamburger Umweltbehörde waren die beiden Fahrverbots-Straßen im Jahr davor länger gesperrt und es habe deswegen im Jahr danach keinen Rückgang gegeben.[21] Bis Mai 2019 sind die Werte in der Max-Brauer-Allee im Jahresmittel dann um zwei Prozent, in der Stresemannstraße um etwa 13 Prozent gesunken und lagen knapp über dem Grenzwert. Wenn der Trend sich fortsetze, wolle Umweltsenator Jens Kerstan (Grüne) das Fahrverbot in der Stresemannstraße bis 2021, in der Max-Brauer-Allee bis 2023 aufheben.[22][23]

#### Hessen
- Frankfurt am Main: Geplant war ein Dieselfahrverbot voraussichtlich ab Februar 2019 in der ganzen bestehenden „Umweltzone“ innerhalb des Frankfurter Autobahnrings. Jedoch haben Stadt und Land eine Berufung beim Hessischen Verwaltungsgerichtshof in Kassel gegen das Fahrverbotsurteil erwirkt.[24] Die Verhandlung vor dem Verwaltungsgerichtshof wurde für den 10. und 11. Dezember 2019 angesetzt.[25]
- In Darmstadt einigte sich das Land Hessen mit der DUH und dem ökologischen Verkehrsclub Deutschland (VCD) durch einen Vergleich. Dabei wurden Fahrverbote für Diesel-Fahrzeuge bis Euronorm 5 und Benziner bis Euronorm 2 ausgehandelt. Die Fahrverbote gelten seit dem 1. Juni 2019 auf einem 640 Meter langen Abschnitt in der Hügelstraße am Citytunnel und einem 330 Meter langen Abschnitt auf der Heinrichstraße.[26] Zudem sollen Fahrspuren reduziert[27] und die zulässige Höchstgeschwindigkeit auf 30 km/h begrenzt werden.[28] Das Maßnahmenpaket werde verschärft, sollte die Stickstoffdioxid-Belastung (NO2) im zweiten Halbjahr 2019 nicht unter den EU-Grenzwert sinken.[27] Derweil (April 2019) wird auf einem betroffenen Abschnitt ein neuer Asphalt aufgetragen, welcher die Stickoxide binden soll.[29]
- In Wiesbaden wurde am 11. Februar 2019 ein Luftreinhalteplan in Kraft gesetzt, mit dem auf Fahrverbote verzichtet werden könne.[30] Am 13. Februar 2019 einigte sich die DUH und der VCD mit der Regierung vor dem Verwaltungsgericht, da die am 11. Februar beschlossenen Maßnahmen zur Senkung der NO2-Belastung ausreichen sollte. Das Verfahren gegen die Stadt wurde somit eingestellt.[31] Bis Ende 2020 will die Stadt in Zusammenarbeit mit Siemens Mobility eine neue digitale Verkehrssteuerung in Betrieb nehmen, um die Verkehrsemissionen besser zu kontrollieren.[32]

#### Nordrhein-Westfalen
Von den gut drei Millionen zugelassenen Diesel-Pkw in Nordrhein-Westfalen sind über 2,1 Millionen von einem Dieselfahrverbot betroffen. Die DUH verklagt das Land Nordrhein-Westfalen, da die Stickoxidgrenzwerte in insgesamt 14 Städten überschritten werden.
- In Köln sollte nach der Entscheidung des Verwaltungsgerichtes Köln (vom November 2018) ab April 2019 Dieselverbote eingeführt werden. Jedoch hat die Landesregierung eine Berufung beim Oberverwaltungsgericht NRW in Münster erwirkt.
- Ab 1. Juli 2019: Fahrverbote für Dieselfahrzeuge in Essen (Diesel-Abgasnorm Euro 1–4 und Benziner der Klassen Euro 1 und 2. Ab September auch für Euro-5-Diesel) und Gelsenkirchen (Diesel-Abgasnorm Euro 1–5). Mit der A 40 wird zum ersten Mal eine Autobahn in eine Fahrverbotszone einbezogen.[35]
- In den Städten Düsseldorf und Aachen haben die zuständigen Gerichte die Landesregierungen angewiesen, Fahrverbote zu prüfen.[36] Die Stadt Düsseldorf beschloss am 9. Januar 2019 die Einführung von zwei Umweltspuren in der Merowingerstraße sowie der Prinz-Georg-Straße um Dieselfahrverbote nach Möglichkeit zu verhindern. Diese dürfen von Bussen, Taxis, Fahrrädern und Elektroautos genutzt werden.[37] Nachdem das Verwaltungsgericht Aachen die Bezirksregierung Köln am 8. Juni 2018 dazu verurteilt hatte, den Luftreinhalteplan fortzuschreiben und um Dieselfahrverbote zu ergänzen, ist, nach der Berufung der Bezirksregierung, am 31. Juli 2019 am Oberverwaltungsgericht Münster öffentlich verhandelt worden. Im Vorfeld war ein Grundsatzentscheid für weitere Verfahren in Nordrhein-Westfalen beabsichtigt worden.[34] In der Verhandlung am 31. Juli 2019 gab das OVG in Münster der DUH Recht. Der Luftreinhalteplan der Stadt Aachen sei rechtswidrig und müsse überarbeitet werden, da er auf veralteten Datenbasis erstellt wurde. Weiters ordnete das OVG keine Fahrverbote an. Der oberste Richter, Max-Jürgen Seibert äußerte, dass es keinen Sinn mache, bei der nur geringen Grenzwertüberschreitung Fahrverbote auszusprechen, die nach einem halben Jahr wieder aufgehoben werden müssten.[38] Ab November 2019 soll innerhalb des Alleenrings flächendeckend Tempo 30 eingeführt werden.[39]

#### Rheinland-Pfalz
- In Mainz wird nach dem Urteil des Verwaltungsgerichts vom 24. Oktober 2018 zum 1. September 2019 ein Dieselfahrverbot beschlossen, wenn der Mittelwert für Stickstoffdioxid in den ersten sechs Monaten des Jahres über dem Grenzwert liegt. Mögliche Fahrverbote müssen bis April 2019 in den Luftreinhalteplan aufgenommen werden. Kläger war die DUH.[40] Ob der Luftreinhalteplan der Stadt genügt, entscheidet das Oberverwaltungsgericht Rheinland-Pfalz voraussichtlich 2020.[41]

### Frankreich
Das Gesetz Loi d’orientation des mobilités – LOM, welches 2019 verabschiedet wurde, verpflichtet die zwölf Metropolen in Frankreich eine Umweltzone einzuführen, um die Luftqualität zu verbessern.

#### Straßburg
- Im Großraum Straßburg sind Diesel-Kfz unter 3,5 t, welche die Euro-Norm 3 oder kleiner haben (Erstzulassung vor 2005; Crit'Air-Kategorie 5, 4 und ohne Crit'Air) sowie Diesel-Kfz größer 3,5 t mit Euro-Norm 4 und kleiner (Erstzulassung vor 30. September 2009; Crit'Air-Kategorie 5, 4 und ohne Crit'Air) seit dem 1. Januar 2024 verboten.[44][43]

#### Paris
- Im Großraum Paris besteht ein Fahrverbot für Diesel-Kfz unter 3,5 t mit der Euro-Norm 3 oder kleiner (Erstzulassung vor 2005; Crit'Air-Kategorie 5, 4 und ohne Crit'Air) sowie Diesel-Kfz größer 3,5 t mit Euro-Norm 4 und kleiner (Erstzulassung vor 30. September 2009; Crit'Air-Kategorie 5, 4 und ohne Crit'Air). Das Fahrverbot gilt für Diesel-Kfz kleiner 3,5 t von Montag bis Freitag von 8 bis 20 Uhr (außer Feiertagen) und für Diesel-Kfz größer 3,5 t an allen Tagen zwischen 8 und 20 Uhr.[44][45]

## Probleme und Kritik
Kritiker befürchten, dass Fahrverbote, welche nicht das gesamte Stadtgebiet, sondern nur einzelne Straßenabschnitte betreffen, zu Ausweichverkehr auf anderen Straßenabschnitten führen und damit eher zu einer Verlagerung als zu einer Lösung des Problems. Eine Verlagerung der Emissionen kann auch passieren, wenn ältere Dieselautos exportiert werden. 2017 fanden so rund 350.000 Dieselfahrzeuge den Weg nach Polen, die meisten davon aus Deutschland. Und dies obschon, laut WHO, im Jahr 2017 von den 50 europäischen Städten mit der höchsten Luftverschmutzung 33 in Polen lagen.
Die jeweilige Abgasnorm von Kraftfahrzeugen ist in Deutschland aktuell weder am Kennzeichen noch an einer Umweltplakette erkennbar. Der einzige Nachweis befindet sich im Fahrzeugschein; dies führt zu erschwerten Kontrollen für die Polizei, da die Fahrzeuge nur durch Anhalten und nicht im ruhenden oder fließenden Verkehr kontrolliert werden können. Aus diesem Grund gibt es die Forderung der Einführung einer „Blauen Plakette“ für Dieselfahrzeuge, welche die entsprechende Abgasnorm erfüllen.
Der Begriff der Umweltzone wird verwendet, wenn eine entsprechende Umweltplakette zur Einfahrt in eine bestimmte Zone nötig ist. Als in Berlin im Jahr 2010 die Umweltzone eingeführt wurde, bedeutete dies, dass Diesel-Fahrzeuge bis Euro 3, die bis 31. Dezember 2005 erstmals zugelassen waren, eine Hardware-Nachrüstung benötigten, außer sie besaßen bereits einen Dieselpartikelfilter. Benziner mussten mindestens einen geregelten Katalysator aufweisen. Dieser ist seit 1993 vorgeschrieben (siehe Abgasgesetzgebung). Die erste grüne Umweltzone verbot daher die Einfahrt mit zahlreichen erst 4 Jahre alten Diesel-PKW sowie mit einigen 17 Jahre alten Benzinern. Bei der Einführung des Dieselfahrverbots für Benziner in Darmstadt im Jahr 2019 (siehe Hessen oben) benötigten betroffene 4 Jahre alte Diesel-PKW eine Hardware-Nachrüstung, ebenso Benziner bis Euro 2, die zum Zeitpunkt der Einführung des Fahrverbots mindestens 18 Jahre alt waren. Eine inhaltliche Abgrenzung zur Umweltzone existiert bezüglich Art und Umfang der betroffenen Fahrzeuge praktisch nicht. Neben den „Dieselfahrverboten für Benziner“ ist dies ein weiteres Argument, warum der Begriff „Dieselfahrverbot“ selbst als fragwürdig angesehen werden kann.